# Terrapene carolina bauri
Terrapene carolina bauri (tortuga de caja de Florida) es una subespecie de Terrapene carolina endémica de Florida (Estados Unidos). 

## Distribución geográfica
Es una tortuga endémica de Florida y del sureste de Georgia (Estados Unidos).

## Hábitat
Se puede encontrar en ambientes húmedos, como humedales y pantanos, pero en general no entran dentro del agua lo suficientemente profunda para nadar. 

## Descripción
Al igual que otras especies de tortuga de caja la tortuga de caja de Florida tiene un caparazón estrecho y muy abombado, con un plastrón bisagra que le permite cerrar su caparazón apretadamente. Sin embargo, la tortuga de caja de Florida es muy diferente en apariencia a las otras subespecies de Terrapene carolina. Su caparazón tiene un patrón diferente brillante que irradia líneas amarillas que la hacen fácilmente identificable. La coloración del plastrón puede variar desde el amarillo al sólido negro, con cualquier número de variaciones en el medio. Esta tortuga tiene garras muy afiladas, así como un afilado pico utilizado para la captura de pequeños insectos y para comer frutas, vegetales y hongos. 

## Mantenimiento en cautividad
Las tortugas de caja de Florida en cautividad pueden comer tallos de apio, lechuga, calabaza, semillas de calabaza, calabacín, tomate y muchas otras verduras de hoja verde. También pueden comer una gran variedad de hongos, moras, fresas, arándanos, manzanas y plátanos. 
- Datos: Q594543
- Multimedia: Terrapene carolina bauri / Q594543
- Especies: Terrapene carolina bauri